# احمد الاسدی
احمد الاسدی (انگلیسی: Ahmed Al Asadi؛ زادهٔ ۱ فوریهٔ ۱۹۷۰) سیاست‌مدار اهل عراق و عضو مجلس عراق برای بغداد است.